# Mikko Lehtonen
Mikko Lehtonen (Turku, 16 de janeiro de 1994) é um jogador de hóquei no gelo finlandês. Atualmente joga pelo SKA São Petersburgo da Kontinental Hockey League (KHL).
Lehtonen fez sua estreia na SM-liiga jogando com o TPS durante a temporada 2011-12. Para a temporada 2015-2016, mudou-se para a equipe KooKoo por um contrato de dois anos. Ele fez sua descoberta na liga e fez todas as 60 rodadas regulares. Nos Jogos Olímpicos de Inverno de 2022 em Pequim, conquistou a medalha de ouro no torneio masculino.